# Ophiorrhiza nairii
Ophiorrhiza nairii är en måreväxtart som beskrevs av Ramam. och Rajan. Ophiorrhiza nairii ingår i släktet Ophiorrhiza och familjen måreväxter. Inga underarter finns listade i Catalogue of Life.